# Rhodius Mineralquellen
Rhodius Mineralquellen und Getränke GmbH & Co. KG ist ein Mineralbrunnenbetrieb, welcher neben eigenem Mineralwasser und Softgetränken auch im Bereich der Lohnabfüllung tätig ist. Des Weiteren ist das Unternehmen seit 2015 Konzessionär für die Marken afri-cola und Bluna.

## Geschichte
Die Firma Gebrüder Rhodius wurde 1827 von den Brüdern Christian, Engelbert, Carl Christian und Friedrich Eduard Rhodius als Bleiweißfabrik in Burgbrohl gegründet.
Die vier Brüder kauften im Jahr 1829 die kohlensäurehaltige Fellbuhr-Mineralquelle und nutzten sie zunächst, um Bleiweiß, ein Farbpigment für gut deckende Malerfarbe, herzustellen. Auch in den folgenden Jahren wurde die Produktpalette ständig erweitert. So wurde ab 1883 Kohlensäure verflüssigt, in Flaschen gepresst und als eigenständiges Produkt verkauft. Mit dem Erwerb weiterer Quellen im Jahr 1933 wuchs der Vertrieb von Kohlensäure, bevor der Betrieb im Jahr 1937 mit der Produktion von Farben und Lacken begann. Im Jahr 1950 wurde die Bleiweißproduktion eingestellt. Rhodius stieg stattdessen in die Herstellung von Schleifwerkzeugen ein. Bereits zwei Jahre später entstand die Rhodius Schleifwerkzeuge GmbH & Co. KG.
Im Zuge von horizontaler Diversifizierung in den Nachkriegsjahren des Zweiten Weltkriegs wurde 1958 die Rhodius Mineralquellen und Getränke GmbH & Co. KG gegründet.

## Produkte
Zu den Mineralwassermarken von Rhodius gehören: Rhodius Mineralwasser und Vulkanpark Quelle Eifel. Zudem stellt Rhodius auch alkoholfreie Erfrischungsgetränke wie Iso-Sport und Maya Mate her.
Seit 2015 ist Rhodius Konzessionär für die Marken afri Cola und Bluna.
Mit der vorhandenen Infrastruktur werden außerdem Getränkedosen für andere Unternehmen abgefüllt. Seit der Installation der ersten Dosen-Abfüllanlage im Jahr 1977 wurde im Jahr 2016 eine weitere Dosen-Abfüllanlage installiert.

## Quelle
Das Rhodius Mineralwasser entspringt einer 500 m tiefen, vor Verunreinigungen geschützten, artesischen Quelle.

### Chemische Zusammensetzung
| Stoff                 | Menge [in mg/l] |
| --------------------- | --------------- |
| Magnesium             | 151             |
| Calcium               | 0143            |
| Natrium               | 0137            |
| Kalium                | 0033            |
| Chlorid               | 0022            |
| Fluorid               | 00,27           |
| Sulfat                | 0037            |
| Hydrogencarbonat      | 01562           |
| Gesamtmineralisierung | 02160           |